# Cuttlas
Cuttlas o El Bueno de Cuttlas es una historieta española dibujada por Calpurnio.

## Publicación
La primera historieta con Cuttlas como protagonista se publicó en un fanzine llamado El Japo, editado por Calpurnio en 1983. Desde entonces, ha pasado por Makoki, El Víbora, El Pequeño País, El País de las Tentaciones y el diario gratuito 20 minutos, y ha protagonizado varios cortometrajes, anuncios y una obra de teatro de títeres. Sus historietas han sido publicadas en España, Francia, Brasil y Japón, y están recopiladas hasta el momento en nueve volúmenes.
Desde el 2004 hasta el 2015, las historietas de Cuttlas se publicaban en 20 minutos, y desde el 2016 hasta el 2022 ilustraron una página mensual de la revista digital Valencia Plaza.

## Personajes

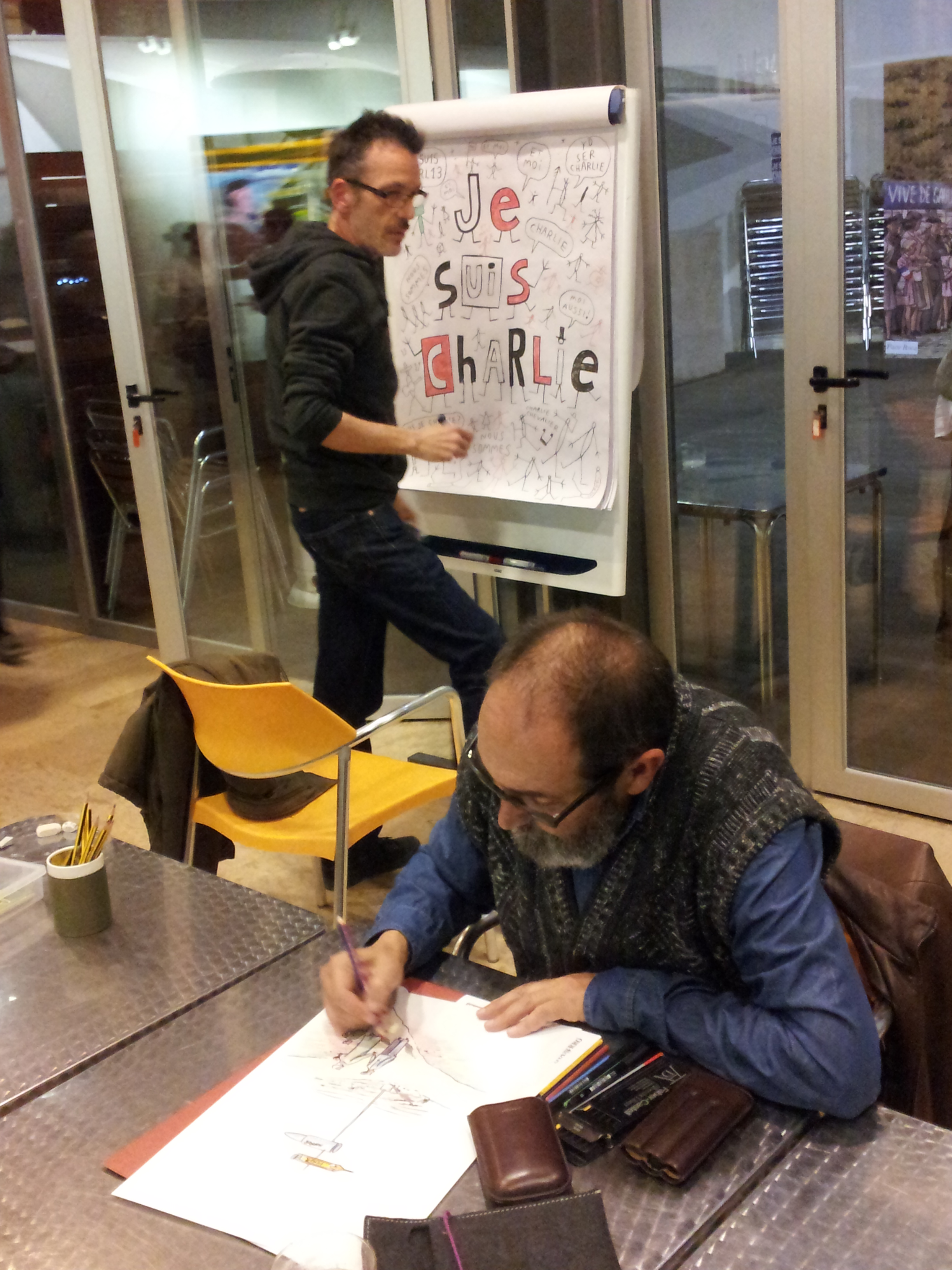
Sento Llobell y, detrás, Calpurnio dibujando indios, a 37 y a Jak el Malvado en un acto del Instituto Francés de Valencia en protesta por la matanza en Charlie Hebdo.

Cuttlas es un muñeco minimalista concebido con trazos simples y estilo naïf. En su mundo se encuentran varios personajes. Los principales son:

### Los buenos
- Cuttlas, protagonista de la historia. Es un vaquero, normalmente viste de blanco y lleva sombrero.
- Mabel, su novia. Lleva el pelo recogido en un moño y suele usar vestidos azules.
- Jim, un vaquero negro, el mejor amigo de Cuttlas.
- 37, un extraterrestre verde (posiblemente un marciano) que solo emplea números para hablar, excepto cuando se ríe (j4j4j4).
- Kraftwerk, los músicos favoritos de Cuttlas.
- Juan Bala, típico y tópico mexicano de cine y de historieta. Pasa el día sentado a la sombra de una tapia. Cuttlas le acompaña a menudo en sus meditaciones. Juan Bala nunca se mueve, pero su cerebro nunca descansa.

### Los malos
- Jak el Malvado, principal enemigo de Cuttlas. Anda algo encorvado, siempre con sus dos pistolas al cinto, un traje morado y un sombrero alto negro.
- Los indios, que se enfrentan continuamente a Cuttlas. En tiempos de paz, organizan grandes fiestas, y hasta invitan a Cuttlas.

## Trama
Cuttlas nos habla de sus inquietudes y aventuras desde un punto de vista ora realista, ora metafísico meditando sobre la existencia, las relaciones humanas y el arte.

## En otros medios

### Cine
- El Bueno de Cuttlas. 1990. 9 minutos. Gran premio en el XXXIV Festival Internacional de Cine de Bilbao (1992).[4] Primer premio en el Festival de Cine para Niños y Jóvenes de Zlín (República Checa, 1991).
- Con cien cañones por banda. 1992. 24 minutos. Premio del público en la XXV Muestra Cinematográfica del Atlántico (Cádiz, 1993). Mención Especial del Jurado en el FIPA (Cannes, 1993).

### Televisión
Cuttlas Microfilms, una única temporada de 13 capítulos de 25 minutos cada uno, emitida desde 1992 hasta 1994. Mención Especial del Jurado en el FIPA (Cannes, 1993). Producida por Tijuana Films, Televisión Española, Cartoon P., Estudios Tabalet y Canal 9.
En España se ha emitido por Canal+, La 1, Canal 9, Paramount Comedy y Cartoon Network (en un espacio nocturno para adultos). El canal Locomotion lo emitió para Latinoamérica, España y Portugal entre 1999 y 2001. También fue emitida en Irán (en persa) y en Japón.